# Luzontrast
Luzontrast (Turdus thomassoni) är en fågel i familjen trastar inom ordningen tättingar.

## Utseende och läte
Luzontrasten är en mörk trast, svart med mörkbrunt huvud. Näbb och ögonring är lysande orangefärgade, liksom ben och fötter. Lätet består av låga "chup" och explosiva skallrande serier, framför allt när den störs. Sången är repetativ men behaglig, bestående av melodier och drillar.

## Utbredning och systematik
Luzontrasten förekommer i norra Filippinerna, på ön Luzon. Den delas in i två underarter med följande utbredning:
- Turdus thomassoni thomassoni – bergen på norra Luzon
- Turdus thomassoni mayonensis – bergen på södra Luzon

Tidigare inkluderades luzontrasten i ötrasten (Turdus poliocephalus), men denna har efter studier delats upp i ett antal arter, bland annat luzontrasten.

## Levnadssätt
Luzontrasten hittas i bergsskogar över 1000 meters höjd. Den födosöker på alla nivåer i skogen, genom att plocka frukt från träd eller vända torra löv på marken på jakt efter insekter.

## Status
IUCN erkänner den inte som art, varför dess hotstatus inte bedömts.